# Incidente aereo della Lokomotiv Jaroslavl'
L'incidente aereo della Lokomotiv Jaroslavl' accadde il 7 settembre 2011 alle 16:05 locali, quando uno Yakovlev Yak-42D della Yak-Service, con a bordo i giocatori e lo staff tecnico della squadra di hockey su ghiaccio della Lokomotiv Jaroslavl', partecipante alla Kontinental Hockey League (KHL), si schiantò poco dopo il decollo dall'aeroporto di Tunošna, in Russia. La squadra era diretta a Minsk, in Bielorussia, dove avrebbe disputato il primo incontro della stagione 2011-2012 della KHL. Delle 45 persone a bordo ne sopravvissero inizialmente due: l'hockeista Aleksandr Galimov, deceduto il 12 settembre a causa delle gravi ustioni riportate, e l'ingegnere di volo Aleksandr Sizov, poi sopravvissuto.
Fra le vittime numerosi ex-giocatori NHL, fra cui anche lo slovacco Pavol Demitra (vincitore della Lady Byng Memorial Trophy), i cechi Karel Rachůnek, Jan Marek, campioni del mondo 2010 e Josef Vašíček, campione del mondo 2005 e vincitore della Stanley Cup nel 2006, Ruslan Salej, difensore bielorusso titolare per quindici anni in NHL con le maglie di squadre come i Mighty Ducks, Detroit Red Wings, Colorado Avalanche e Florida Panthers per concludere il portiere svedese Stefan Liv, campione olimpico a Torino 2006 e campione del mondo 2006.

## L'aereo
Il velivolo, uno Yakovlev Yak-42D avente numero di serie 4520424305017, fu costruito nel 1993 e consegnato a Orel Air Enterprise. In seguito, fu utilizzato prima da Bykovo Avia, poi da Aero Rent ed infine fu acquistato da Yak-Service. Secondo quanto dichiarato dal Vice Ministro dei Trasporti Valerij Okulov, uno dei tre motori dell'aereo era stato sostituito un mese prima dell'incidente. Il velivolo avrebbe dovuto essere dismesso nel 2012.
Nel 2009, Yak-Service era stata messa sotto inchiesta dalla Commissione europea a causa di problemi di sicurezza e di aeronavigabilità. In seguito, le autorità russe avevano imposto restrizioni nei confronti del vettore sottoponendolo a diverse ispezioni. Nel 2010, a Yak-Service era stato proibito di volare nello spazio aereo europeo. Dal 18 maggio all'11 agosto dello stesso anno anche il Ministero dei Trasporti russo aveva vietato a Yak-Service di volare in Europa.

## L'incidente
Immediatamente dopo il decollo, l'aereo impattò contro il radiofaro, posto alla fine della pista 05 e precipitò 1.200 metri dopo, schiantandosi nei pressi del fiume Tunošenka, a 200 metri dalla sua immissione nel fiume Volga. A causa dell'urto con il terreno, la sezione di coda si staccò e finì in acqua, mentre la parte rimanente della fusoliera si disintegrò sulla terraferma.
Secondo quanto dichiarato da un funzionario del Ministero degli Affari Interni, durante il decollo l'aereo avrebbe usato più pista di quanto usuale e avrebbe avuto difficoltà a prendere quota. Le testimonianze raccolte dalle autorità riportavano che l'aereo si sarebbe incendiato dopo aver colpito il radiofaro. Una telecamera di sorveglianza dell'aeroporto riprese gli ultimi istanti del decollo del velivolo, mostrandolo ancora a pochi centimetri da terra oltre la testata della pista e con il muso notevolmente sollevato.

## Passeggeri ed equipaggio

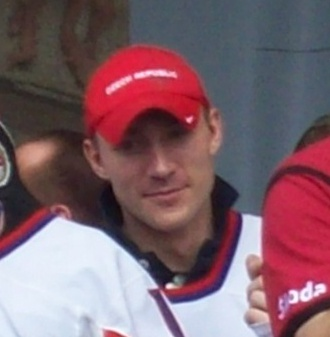
Karel Rachůnek era il capitano della squadra al momento dell'incidente.

La lista dell'aereo elencava otto membri dell'equipaggio e 37 passeggeri. L'equipaggio di volo era composto dal capitano Andrej Anatol'evič Solomencev, che aveva 6.900 ore di esperienza di volo di cui 1.500 su Yak-42; Primo Ufficiale Igor' Konstantinovič Ževelov, con 13.500 ore di esperienza di cui solo 614 su Yak-42; e l'ingegnere di volo Sergej Valerievič Žuravlëv. Il meccanico dell'aereo, Aleksandr Sizov, che viaggiava nella cabina passeggeri, è stato l'unico sopravvissuto allo schianto. Aleksandr Galimov, uno dei giocatori della squadra a bordo, fu trovato vivo e ricoverato in ospedale, ma morì cinque giorni dopo. I corpi delle vittime sono stati tutti recuperati sul posto.

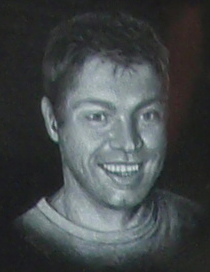
Josef Vašíček ha guidato la squadra in gol nella stagione precedente.

Secondo testimoni oculari, sia Galimov che Sizov sono rimasti gravemente ustionati, ma erano coscienti mentre venivano salvati. Entrambi gli uomini sono stati trasportati a Mosca per cure. I due sono stati posti in coma farmacologico per alleviare lo stress; tuttavia, Galimov morì il 12 settembre presso l'Istituto di chirurgia Višnevskij. Sizov è stato trasferito dalla terapia intensiva al reparto il 12 settembre e la sua vita è stata considerata fuori pericolo. È stato dimesso dall'ospedale il 28 ottobre.
Giocatori uccisi
- Vitalij Anikeenko
- Sjarhei Astapčuk
- Michail Balandin
- Aleksandr Vasjunov
- Josef Vašíček
- Oleksandr V'juchin
- Pavol Demitra
- Robert Dietrich
- Marat Kalimulin
- Aleksandr Kaljanin
- Pavol Demitra è stato tre volte All-Star nella NHL.Andrej Kirjuchin
- Nikita Kljukin
- Stefan Liv
- Jan Marek
- Karel Rachůnek
- Ruslan Salej
- Kārlis Skrastiņš
- Pavel Snurnicyn
- Daniil Sobčenko
- Ivan Tkačenko
- Pavel Trachanov
- Gennadij Čurilov
- Maksim Šuvalov
- Artёm Jarčuk
- Jurij Uryčev

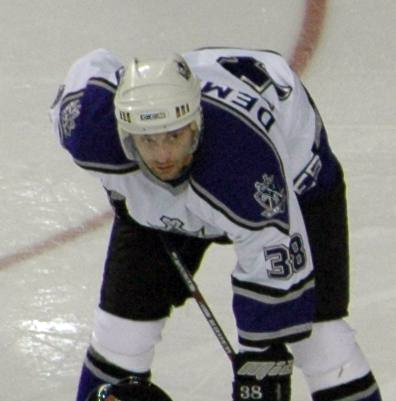
Pavol Demitra è stato tre volte All-Star nella NHL.

- Aleksandr Galimov  (deceduto il 12 settembre 2011)[4]

Staff ucciso
- Brad McCrimmon (Allenatore)
- Aleksandr Karpovcev (Allenatore in seconda)
- Igor' Korolev (Allenatore in seconda)
- Jurij Bachvalov (Video operatore)
- Aleksandr Beljaev (Fisioterapista)
- Andrej Zimin (Medico sociale)
- Nikolaj Krivonosov (Preparatore atletico)
- Evgenij Kunnov (Fisioterapista)
- Vjačeslav Kuznecov (Fisioterapista)
- Vladimir Piskunov (Dirigente)
- Evgenij Sidorov (Coach-analyst)

## Reazioni

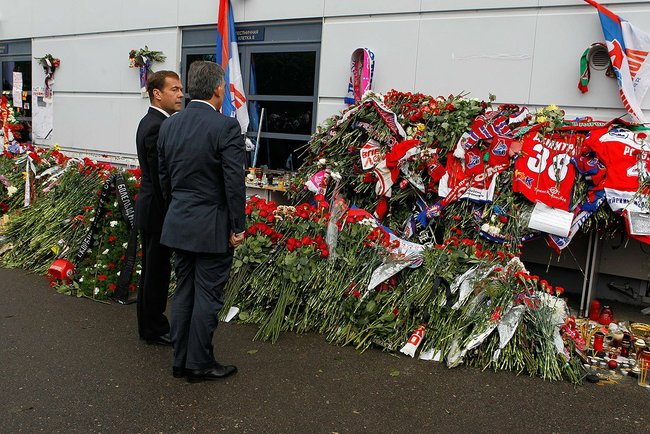
Il Presidente della Federazione Russa, Dmitrij Medvedev ed il Presidente della Turchia, Abdullah Gül depongono fiori all'esterno dell'Arena-2000 a Jaroslavl'.

Il presidente russo Dmitrij Medvedev, che era in viaggio a Jaroslavl' per lo Yaroslavl Global Policy Forum, ha inviato le sue condoglianze alle famiglie delle persone uccise nell'incidente e ha visitato il luogo dell'incidente insieme al governatore dell'oblast' di Jaroslavl', Sergej Vachrukov. René Fasel, presidente della Federazione internazionale di hockey su ghiaccio, ha definito l'incidente "il giorno più buio nella storia del nostro sport". All'inizio del ritiro dei New York Islanders, il portiere Evgenij Nabokov, dopo aver giocato la stagione precedente nel KHL, ha espresso shock e tristezza per la notizia.
Dopo aver appreso la notizia dell'incidente, i funzionari della KHL hanno interrotto la partita Salavat Julaev Ufa-Atlant Moscow Oblast che si stava giocando. La partita è stata sospesa nel secondo periodo e il presidente della KHL, Aleksandr Medvedev, si è rivolto al pubblico durante la partita, informandolo dei dettagli della tragedia. Dopo un minuto di silenzio il pubblico è uscito dall'arena. Il presidente della Federazione russa di hockey su ghiaccio, Vladislav Tret'jak, ha promesso: "Faremo del nostro meglio per garantire che l'hockey a Jaroslavl' non muoia e che continui a vivere per le persone che erano su quell'aereo". Il giorno successivo a Minsk, nell'arena dove Jaroslavl' avrebbe giocato la sua prima partita della stagione, si è tenuto uno speciale "funerale dell'hockey". Il KHL ha ripreso la sua stagione 2011-12 il 12 settembre 2011, con sette partite. Tutte le partite sono state precedute da un minuto di silenzio.

I funzionari della città di Jaroslavl' hanno annunciato un periodo di lutto di tre giorni da venerdì 9 settembre 2011 a domenica 11 settembre 2011. Il 10 settembre si sono svolte cerimonie commemorative per i giocatori nelle loro nazioni d'origine. I servizi più importanti si sono svolti all'Arena 2000, l'arena di casa del Lokomotiv Jaroslavl', alla presenza di migliaia di persone in lutto e del primo ministro russo Vladimir Putin. La polizia locale ha stabilito che il numero di spettatori nell'arena di casa della Lokomotiv fosse di circa 100.000 persone.

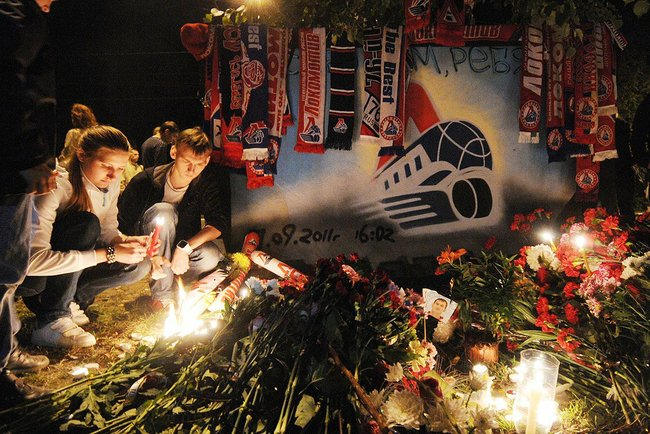
Candele accese all'esterno dell'Arena-2000 a Jaroslavl'.

I dirigenti della Lokomotiv si sono incontrati per discutere del futuro della squadra. Nella discussione, il presidente della squadra Jurij Jakovlev ha annunciato che la Lokomotiv non avrebbe partecipato alla stagione KHL 2011-2012. Il 12 settembre 2011, il direttore marketing della Lokomotiv Evgenij Čuev ha detto che un altro memoriale, questa volta appositamente per Galimov, si sarebbe tenuto il 13 settembre.

Negli Stati Uniti, i Dallas Stars, la squadra con cui Kārlis Skrastiņš ha giocato nelle due stagioni precedenti, hanno onorato il loro ex compagno di squadra posizionando una decalcomania con il numero di Skrastiņš (37) sui caschi dei loro giocatori. L'ex squadra NHL di Josef Vašíček, i Carolina Hurricanes, ha indossato una toppa commemorativa sulle loro maglie durante la stagione. I Detroit Red Wings indossavano una toppa sulle loro uniformi 2011-2012 con le iniziali di Ruslan Salei, che aveva giocato per il Detroit durante la stagione precedente. La toppa indossata dai Red Wings onorava anche Brad McCrimmon, che aveva giocato per la squadra ed era stato assistente allenatore, e Stefan Liv, che era stato acquistato da Detroit e aveva giocato per la loro squadra della lega minore. Inoltre, gli Anaheim Ducks hanno ricamato il numero di Salei (#24) sulle loro maglie per la stagione. I New Jersey Devils indossavano una toppa commemorativa sulle loro maglie in onore degli ex giocatori dei Devils Karel Rachůnek e Aleksandr Vasjunov. I St. Louis Blues hanno anche tenuto una cerimonia commemorativa per gli ex giocatori Pavol Demitra e Igor' Korolev prima della partita dell'8 novembre contro i Chicago Blackhawks. I giocatori dei Blues indossavano anche uno speciale adesivo "38" sui loro caschi, poiché entrambi i giocatori indossavano quel numero con i Blues. Anche il portiere dei Blues Jaroslav Halák si è fatto realizzare la maschera da portiere del 2011-12 con un omaggio al suo compagno slovacco Demitra sulla piastra posteriore. In Svezia, oltre 10.000 parenti e tifosi dell'HV71 hanno partecipato alla Kinnarps Arena, lo stadio di casa della squadra, per piangere Liv, il portiere svedese della Lokomotiv.

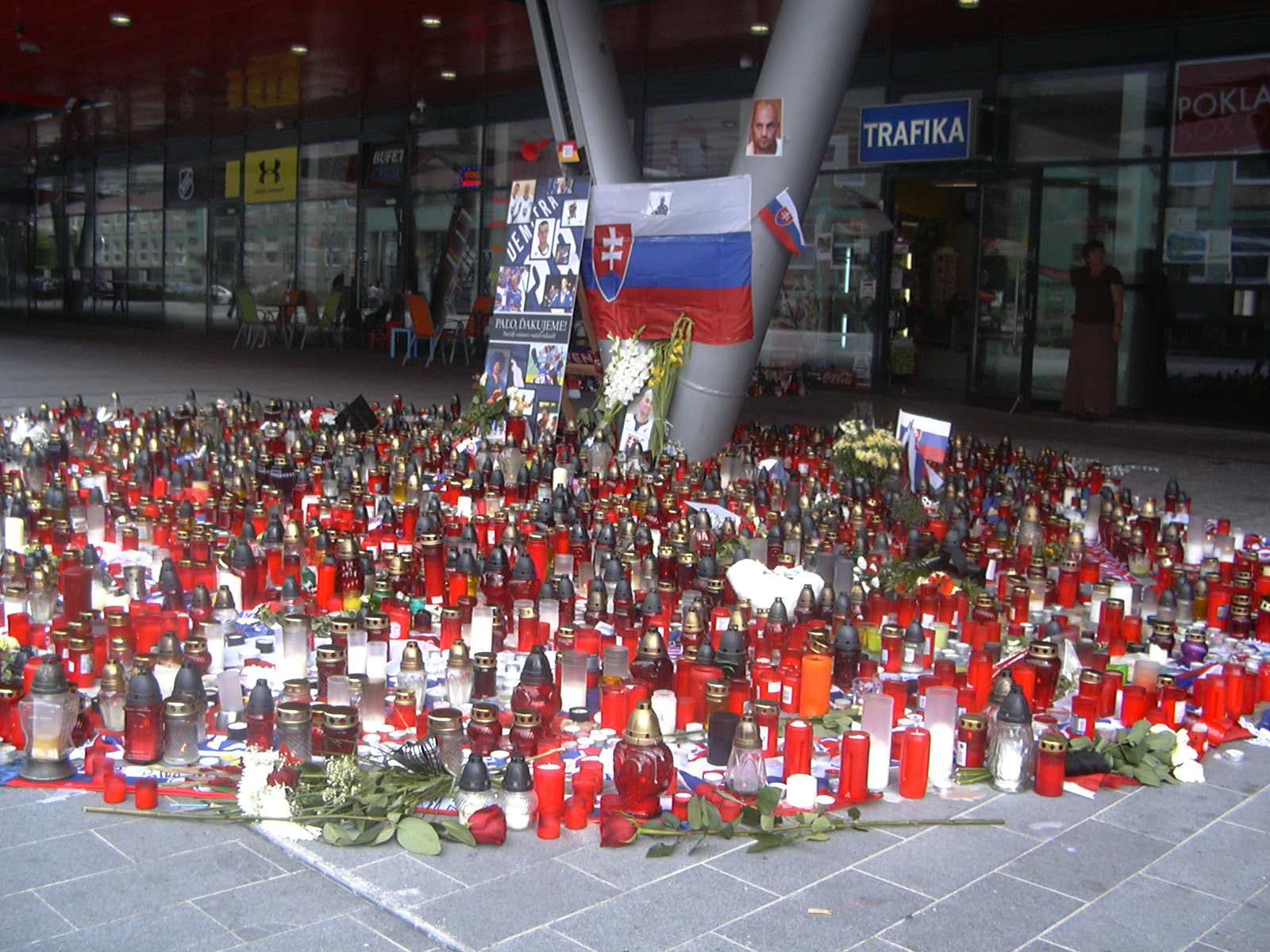
Candele deposte dai tifosi slovacchi all'esterno della Samsung Arena di Bratislava.

La Federazione slovacca di hockey su ghiaccio ha annunciato che la maglia numero 38 verrà ritirata dalla nazionale in memoria di Pavol Demitra, che si è recentemente ritirato dalla nazionale a maggio sul ghiaccio di casa, in occasione del Campionato del mondo ospitato per la prima volta dalla Slovacchia e che essere il candidato in memoria della Class of Slovak Hockey Hall of Fame 2012. Inoltre, è stato annunciato che la squadra slovacca avrebbe avuto un numero minore 38 cucito sulle maglie fino al Campionato del mondo 2012. Demitra è stato ulteriormente onorato con una cerimonia pubblica presso lo stadio di hockey di Trenčín, che porta il suo nome dalla fine del 2011 (Stadio del ghiaccio Pavol Demitra) insieme ad una scuola elementare frequentata a Dubnica nad Váhom. Grazie alla popolarità di Demitra si sono svolti raduni spontanei in sua memoria anche in tutta la Slovacchia, presso gli stadi di hockey.
La Federazione tedesca di hockey su ghiaccio ha annunciato che ritirerà la maglia numero 20 di Robert Dietrich nella squadra tedesca. La partita del 13 ottobre 2011 tra Pittsburgh Penguins e Washington Capitals, che ha visto protagonisti i giocatori di hockey su ghiaccio russi Aleksandr Ovečkin ed Evgenij Malkin, è stata dedicata al Lokomotiv Jaroslavl'. Le squadre indossavano stemmi commemorativi della Lokomotiv. Tutte le maglie sono state autografate dai giocatori e messe all'asta per raccogliere fondi per le famiglie delle persone morte nell'incidente.
Il 12 marzo 2012, la Federazione lettone di hockey su ghiaccio ha annunciato che avrebbe ritirato la maglia numero 7 di Kārlis Skrastiņš dalla squadra lettone. Il 24 marzo 2012, i Dallas Stars (per i quali Skrastiņš aveva giocato prima di firmare con la Lokomotiv) hanno tenuto una cerimonia pre-partita con la famiglia di Skrastiņš e hanno annunciato un fondo fiduciario per i figli di Skrastiņš. Allo stesso modo, la Federazione di hockey su ghiaccio della Repubblica Ceca ha deciso di ritirare i numeri di maglia della squadra nazionale di hockey su ghiaccio maschile della Repubblica Ceca in onore dei suoi tre giocatori defunti. Da allora i numeri 4 di Karel Rachůnek, 15 di Jan Marek e 63 di Josef Vašíček sono stati tolti dalla circolazione.
Il 16 dicembre 2011 la maglia di Stefan Liv è stata issata sul tetto dell'Husqvarna Garden. Il suo numero uno è stato ritirato e non sarebbe mai più stato utilizzato da un giocatore HV71.

## Conseguenze
In seguito alla tragedia, la Lokomotiv ha scelto di annullare la propria partecipazione alla stagione KHL 2011-2012. Il club ha invece partecipato alla stagione 2011-12 della Russian Major League (VHL), la seconda lega di hockey su ghiaccio in Russia dopo la KHL, a partire da dicembre 2011, ed era idoneo per i playoff VHL. Il KHL ha temporaneamente sospeso la partita di apertura della stagione già in corso e ha rinviato di cinque giorni l'inizio della stagione.
L'11 settembre 2011 il presidente Medvedev ha ordinato il blocco di tutte le compagnie aeree "che non sono adeguatamente in grado di garantire la sicurezza dei passeggeri". È stata fissata la scadenza del 15 novembre 2011 per mettere in atto "misure da sviluppare per fermare le attività dei vettori aerei russi se non sono in grado di fornire voli sicuri". Si dovevano accelerare le misure per l'adeguamento degli aerei agli standard internazionali e l'installazione di nuovi radiofari secondo l'ultimo standard COSPAS-SARSAT. Le autorità aeronautiche russe hanno sospeso tutti i voli con lo Yak-42 in attesa dei controlli su altri aerei esistenti dello stesso tipo. Il 21 settembre 2011, la Yak-Service si è vista revocare la licenza d'esercizio da Rosaviatsiya dopo un controllo delle operazioni di volo della compagnia aerea e in seguito all'incidente.

## Le indagini
Le indagini furono affidate all'Interstate Aviation Committee (MAK), l'ente che sovraintende l'aviazione civile in Russia. Nel frattempo, tutti i velivoli del medesimo tipo di quello coinvolto nell'incidente furono messi a terra.
Le scatole nere vennero ritrovate l'8 settembre ed inviate a Mosca per essere esaminate. Il carburante utilizzato nell'aereo venne messo sotto sequestro e ne vennero prelevati campioni per determinarne la qualità. Gli investigatori dichiararono di ritenere come cause più probabili un errore del pilota o un guasto meccanico e che era prioritario scoprire il motivo per cui i piloti avevano continuato la manovra di decollo anziché effettuare una frenata di emergenza. Entrambi i piloti avevano notevole esperienza: il comandante Solontsev poteva vantare oltre 6 900 ore di volo, delle quali 1 500 sugli Yak-42, mentre il primo ufficiale Sergei Žuravlëv aveva accumulato 15 000 ore di volo, anche se solo 420 sugli Yak-42.
Vennero rese note opinioni contrastanti in merito alla capacità dello Yak-42 di decollare con solo 2 motori funzionanti. Secondo un rapporto dell'Agenzia Federale per il Trasporto Aereo, il velivolo era in grado di atterrare e volare utilizzando due motori, mentre per il decollo necessitava di tutti e tre, mentre secondo Šavkat Umarov, capo del ramo tartaro della medesima agenzia, il decollo poteva essere effettuato senza problemi anche con soli due motori in funzione.
Secondo quanto dichiarato dagli investigatori, l'analisi preliminare dei registratori di volo aveva indicato che gli stabilizzatori erano impostati su 8,7 gradi "muso in su" e che gli equilibratori erano in posizione di decollo, inclinati di 20 gradi. Inoltre, i motori avevano funzionato regolarmente fino all'impatto contro un ostacolo. Secondo l'Agenzia Federale per il Trasporto Aereo, i registratori di volo non avevano fornito indicazioni in merito all'utilizzo di carburante non idoneo, fatto confermato anche dall'analisi del carburante contenuto nei serbatoi dell'aeroporto. Come misura precauzionale, venne vietato a tutti gli aerei di fare rifornimento presso l'aeroporto di Jaroslavl' per tutta la durata delle indagini.
Il 12 settembre 2011, la commissione tecnica del MAK rese noto l'esito dei rilevamenti effettuati sul velivolo, e più precisamente: i motori avevano continuato a funzionare fino allo schianto; le condizioni meteorologiche non avevano avuto parte nell'incidente; l'equipaggio aveva effettuato il controllo di tutti i comandi di volo del velivolo, compreso l'equilibratore, e non aveva riscontrato problemi; il peso al decollo era inferiore di quello massimo consentito; l'aereo aveva complessivamente imbarcato 14 tonnellate di carburante, delle quali 8 tonnellate provenivano dall'aeroporto di Jaroslavl'; prima del decollo, gli stabilizzatori e i flap erano nella corretta posizione.
Il 14 settembre 2011, venne pubblicato un articolo sul giornale Moskovskij Komsomolec nel quale si faceva riferimento ad una fonte del settore aeronautico che aveva affermato che il freno di stazionamento dell'aereo era inserito durante il decollo e che ciò aveva considerevolmente rallentato l'aereo impedendogli di accelerare nel modo corretto. Secondo questa teoria, il comandante Soloncev avrebbe lasciato i comandi al co-pilota prima del decollo in quanto non si sentiva bene e, siccome è compito del comandante rilasciare il freno, il co-pilota non avrebbe potuto sapere se questo era stato fatto. Un altro giornale, Lifenews.ru, riportò che gli investigatori stavano indagando sulla storia professionale dei piloti e che questi non avevano sufficiente esperienza sugli Yak-42.
Il 15 settembre 2011, un servizio su Russia Today rivelò che non esistevano prove per dimostrare che il freno di stazionamento era inserito durante il decollo. L'agenzia di stampa RIA Novosti diffuse in un comunicato che anche il Vice Ministro Okulov ed il Capo dell'Agenzia Federale per il Trasporto Aereo, Aleksandr Neradko, avevano respinto questa teoria durante una conferenza stampa tenutasi il 14 settembre. Konstantin Malinin, ex pilota collaudatore degli Yak-42, rilasciò un'intervista facendo notare che un decollo con freno di stazionamento inserito avrebbe lasciato segni di frenata e pezzi di pneumatico sulla pista, invece non ne erano stati trovati.
Il 17 settembre, il MAK rese noto altri dati ricavati dall'analisi dell'incidente: l'aereo si era posizionato per il decollo avendo a disposizione una lunghezza utile di circa 2 700 metri; in seguito, i piloti avevano dato massima potenza ai motori e l'aereo aveva cominciato ad accelerare, ma non in modo adeguato, fino a raggiungere una velocità massima pari a 230 km/h che infatti gli aveva consentito di sollevarsi da terra di poco solo a circa 400 metri oltre la testata della pista, dove aveva colpito il radiofaro di aeroporto deviando a sinistra e impattando con il suolo. I flap e gli slat erano stati ritrovati in posizione di decollo, mentre gli spoiler erano retratti e lo stabilizzatore in posizione dieci gradi. Gli investigatori sottolinearono che l'accelerazione insufficiente poteva essere stata causata da qualche forza frenante e, per questo motivo, i resti dei sistemi di frenata dell'aereo vennero inviati ad un "istituto specializzato" per essere analizzati.
Secondo il pilota collaudatore Anatolij Knišov, in un'intervista rilasciata a Komsomol'skaja Pravda, "top speed 190" rappresenta la velocità massima alla quale si può interrompere un decollo se si verifica un'anomalia. A 210, Solontsev modificò la spinta dei motori da "nominal" a "takeoff". Secondo Knishov, una spinta "nominal" è utilizzata per gli aerei vuoti, mentre tutti gli altri aerei utilizzano la modalità "takeoff"; a suo avviso, il passaggio da "nominal" a "takeoff" era avvenuto in ritardo ed era un fatto inusuale.
Il 20 settembre, Life News pubblicò un'intervista al pilota collaudatore Magomed Tolboev, secondo il quale la causa del disastro potrebbe essere stato un disaccordo tra il Comandante dell'aereo ed il co-pilota. Infatti, l'analisi di un segno di frenata lungo 100 metri rinvenuto sulla pista poteva suggerire che uno di loro cercava di frenare mentre l'altro stava tentando di decollare.
Il 10 ottobre, presso il Gromov Flight Research Institute, cominciarono delle simulazioni per riprodurre l'esatta scena dell'incidente. La prima simulazione venne effettuata con parametri normali per creare una base di confronto, mentre nelle successive vennero applicate forze frenanti nelle diverse fasi del decollo per determinare quali effetti avrebbero provocato sulla capacità dell'aereo di raggiungere la velocità di decollo. I primi test rivelarono che probabilmente il comandante aveva tentato di frenare; ciò venne determinato anche analizzando i dati del Flight Data Recorder ed applicando dei dinamometri per misurare le forze applicate ai freni e agli equilibratori tramite il volantino.
I test di simulazione permisero di determinare che un errore del pilota era la causa probabile in quanto si era scoperto che una forza frenante era stata applicata dal pilota durante il decollo. Utilizzando i dati del registratore di volo, venne determinato che il movimento era possibile solo premendo i pedali del freno dal sedile del comandante per spingere verso l'alto sulla colonna di controllo.
La Commissione pubblicò la sua relazione finale il 2 novembre 2011. Gli investigatori avevano riscontrato diversi problemi che avevano portato allo schianto. Il primo era che Yak-Service "non controllò adeguatamente la qualità dei suoi servizi", scoprendo che l'equipaggio non era addestrato sufficientemente per pilotare gli Yak-42. Il secondo era che l'equipaggio "non calcolò i parametri di decollo", modificando la spinta proprio durante la corsa di decollo. Sebbene non fu possibile capire quale pilota commise l'errore, venne determinato che uno stava accelerando mentre l'altro stava frenando. Gli investigatori scoprirono che il co-pilota Živelov aveva in corpo del Fenobarbital, un farmaco vietato.
Secondo Aleksej Morozov, capo della commissione investigativa, "le cause dell'incidente [...] furono le azioni [...] errate dell'equipaggio, vale a dire un pilota che premeva sui pedali del freno prima di alzare la ruota anteriore a causa del posizione sbagliata dei [suoi] piedi sui [pedali] durante il decollo".
Gli investigatori federali rivelarono nel settembre 2012 che il pilota e il copilota avevano falsificato documenti in cui dichiaravano di aver avuto la formazione necessaria per pilotare gli Yak-42. Vadim Timofeev, vice capo della compagnia aerea Yak-Service, venne accusato di aver violato le norme sulla sicurezza aerea. Il suo processo durò da dicembre 2014 a settembre 2015. Si dichiarò non colpevole, accusando l'incidente di un carico mal posizionato, ma venne dichiarato colpevole il 23 settembre 2015 di aver violato la parte 3 dell'articolo 263 del codice penale russo, che disciplina il funzionamento sicuro degli aeromobili. Venne condannato a cinque anni di prigione.

## Nella cultura di massa
L'incidente è stato analizzato nella puntata La tragedia della squadra Lokomotiv della dodicesima stagione del documentario Indagini ad alta quota trasmesso da National Geographic Channel.